# Czuprynka
Czuprynka (Mareca falcata) – gatunek wędrownego ptaka wodnego z rodziny kaczkowatych (Anatidae), zamieszkujący głównie wschodnią część Azji. Nie jest zagrożony wyginięciem.

## Systematyka
Gatunek ten po raz pierwszy zgodnie z zasadami nazewnictwa binominalnego opisał w 1775 roku Johann Gottlieb Georgi, nadając mu nazwę Anas falcata. Miejsce typowe to jezioro Bajkał.
Takson ten zwykle umieszczano w rodzaju Anas, sporadycznie w monotypowym rodzaju Eunetta; obecnie zaliczany jest do rodzaju Mareca. Nie wyróżnia się podgatunków.

## Zasięg występowania
Gniazduje w północno-wschodnich i wschodnich terenach Azji (wschodnia i północno-wschodnia Rosja, w tym Kamczatka i Kuryle, Mongolia, północno-wschodnie Chiny, północna Japonia). Zimuje na południe od zasięgu letniego – w południowej Japonii, na Półwyspie Koreańskim, we wschodnich Chinach i północnym Wietnamie oraz dalej na zachód przez Mjanmę po północne Indie.
W Polsce stwierdzony raz – w 1992 roku w Rewie, ze względu jednak na to, że nie ma pewności, czy był to pojaw naturalny, gatunkowi temu nadano kategorię D w klasyfikacji AERC i nie jest on zaliczany do krajowej awifauny.

## Morfologia
Długość ciała 46–54 cm, masa ciała samca 590–770 g, samicy 422–700 g, rozpiętość skrzydeł 78–82 cm.
U samca głowa zielonobrązowa z połyskiem. Na szyi od przodu widnieje mała, podłużna plamka z czarną poziomą kreską, ogon czarny, nogi ciemnoszare, piersi w biało-czarne łuskowanie, tułów popielatoszary. W szacie spoczynkowej podobny do samicy, tyle że ma zielony połysk na głowie. Samica brązowa, z przodu trochę jaśniejsza niż z tyłu, z szarym dziobem i białym podgardlem i paskiem między szyją a tułowiem, lusterko czarne.

## Ekologia

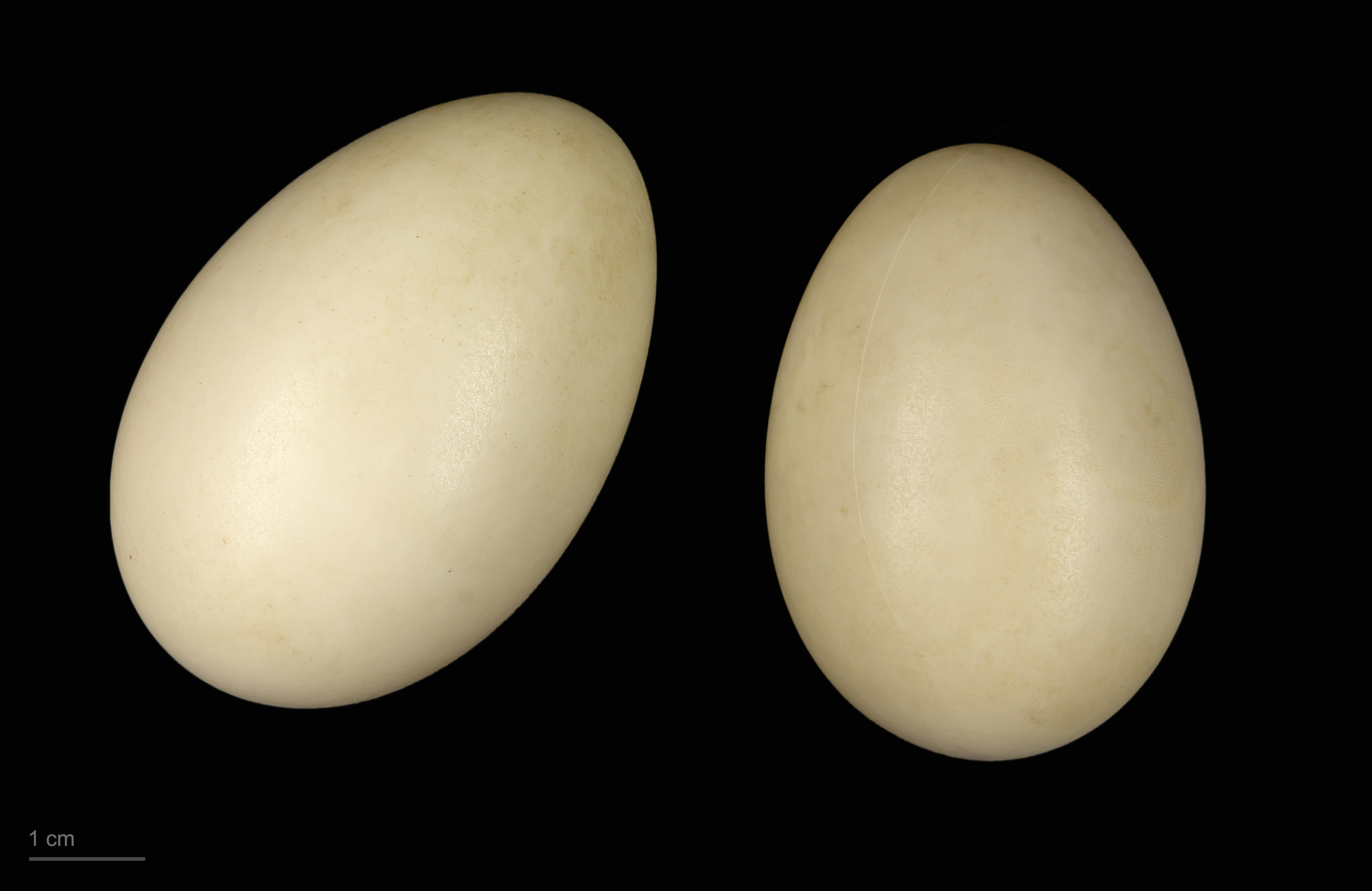
Jaja z kolekcji muzealnej

SiedliskoCzuprynki można spotkać w pobliżu wolno płynących rzek, w płytkich jeziorach oraz na mokradłach, porośniętych drzewami i krzewami.
LęgiPary tworzą się jeszcze na zimowiskach i zaraz po przylocie zaczynają się intensywne tokowania. Czuprynki zakładają gniazda wśród wysokiej trawy, lub krzewów, często daleko od wody. Samica znosi 6–9 kremowych bądź żółtych jaj, następnie wysiaduje je ok. 24–26 dni. W tym czasie samiec broni terytorium, a gdy wylęgną się pisklęta, samiec odlatuje, aby wraz z innymi samcami odbyć przepierzenie. Gdy samiec się pierzy, pisklęta pod opieką matki łowią drobne bezkręgowce. Młode usamodzielniają się w wieku 45–55 dni.
PożywienieŻywią się przybrzeżnymi i wodnymi roślinami, czasem wzbogacając swą dietę nasionami lub drobnymi organizmami zwierzęcymi (owadami, drobnymi bezkręgowcami). Pisklęta natomiast jedzą drobne bezkręgowce.

## Status
Międzynarodowa Unia Ochrony Przyrody (IUCN) od 2024 roku uznaje czuprynkę za gatunek najmniejszej troski (LC – Least Concern); wcześniej, od 2006 roku klasyfikowano ją jako gatunek bliski zagrożenia (NT – Near Threatened), a od 1988 roku jako gatunek najmniejszej troski. Liczebność populacji szacuje się na 87–100 tysięcy dorosłych osobników. Globalny trend liczebności populacji uznawany jest za prawdopodobnie stabilny. Historycznie, prawdopodobnie głównym zagrożeniem dla gatunku były polowania dla mięsa. Obecnie większe zagrożenie stanowi utrata i degradacja siedlisk.